# Brooklyn Decker
Brooklyn Decker (* 12. dubna 1987, Kettering, Ohio, Spojené státy americké) je americká modelka, která se objevila na titulní straně amerického fotografického sportovního magazínu Sports Illustrated, konkrétně jeho plavkového vydání (Swimsuit Issue) na rok 2010. Téhož roku předváděla kolekci plavek od Victoria's Secret. Mimo to si zahrála v hostující roli v seriálech Ošklivka Betty a Royal Pains. První filmová role přišla s filmem Zkus mě rozesmát a později si zahrála ve filmech Bitevní loď a Jak porodit a nezbláznit se.
Jejím manželem je americký tenista Andy Roddick.

## Životopis
Narodila se v Ketteringu v Ohiu, je dcerou Tessy (rozené Moore), zdravotní sestry a Stephena Deckera, prodejce kardiostimulátorů. Má o tři roky mladšího bratra Jordana. S rodinou se přestěhovala do Middletownu v Ohiu a poté do Charlotte v Severní Karolíně. Byla objevena jako teenager při nakupování v obchodním centru. S kariérou modelky začala jako tvář Mauri Simone (šaty na maturitní ples). V roce 2003 vyhrála modelingovou soutěž Modelka roku 2003. V lednu 2011 v rozhovoru pro magazín Self přiznala, že trpěla poruchou příjmu potravy.

## Kariéra

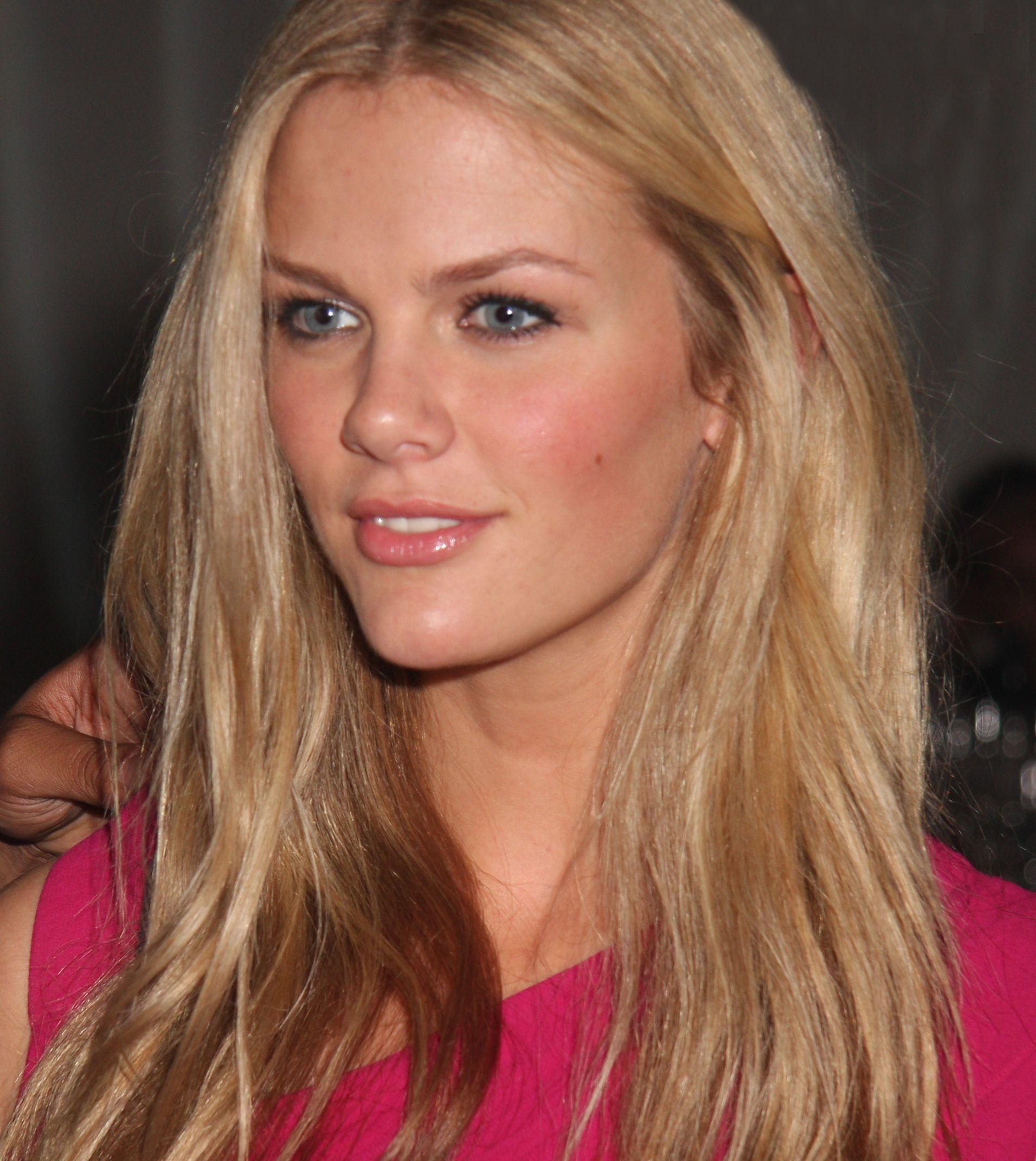
Brooklyn Decker v červnu 2009.

Objevila se v magazínech jako Teen Vogue, Cosmopolitan, FHM a Glamour, pracovala s The Gap, Intimissimi a Victoria's Secret. Objevila se ve videoklipu Jimmyho Buffetta a skupiny 3 Doors Down.
V roce 2005 se přestěhovala do New York City a zúčastnila se konkurzu pro Sports Illustrated a jejich plavkovou edici, ve které se poprvé objevila v roce 2006. Poté se znovu objevila v edici pro rok 2007 a moderovala televizní speciál ze zákulisí. Po třetí se objevila v roce 2008. V roce 2010 se stala tváří edice roku 2010, která se fotila na Maledivách. V roce 2007 si objevila v internetové show nazvané "She Says, Z Say", po boku Paula Zimmermana, kde společně diskutovali o NFL.
Objevila se v seriálu Chuck a v Milionový lékař. V roce 2010 byla jmenována magazínem Esquire nejvíce sexy ženou. Za roli ve filmu Zkus mě rozesmát získala cenu Teen Choice Award v kategorii Objev roku. V roce 2012 byla obsazena do hlavní role filmu Bitevní loď. Také se stala součástí hvězdně obsazeného filmu Jak porodit a nezbláznit se.

## Osobní život
V roce 2007 začala chodit s americkým tenistou Andy Roddickem, v březnu roku 2008 se dvojice zasnoubila. Pár měl svatbu 17. dubna 2009.

## Filmografie
| Rok  | Název                          | Role           | Poznámky                                                                                                   |
| ---- | ------------------------------ | -------------- | --- |
| 2011 | Zkus mě rozesmát               | Palmer Dodge   | Teen Choice Award v kategorii Objev roku (žena) Nominace - Zlatá malina v kategorii Nejhorší pár na plátně |
| 2012 | Bitevní loď                    | Samantha Shane | Nominace - Zlatá malina v kategorii Nejhorší herečka ve vedlejší roli                                      |
| 2012 | Jak porodit a nezbláznit se    | Skyler Cooper  | Nominace - Zlatá malina v kategorii Nejhorší herečka ve vedlejší roli                                      |
| 2014 | Šofér                          | Candace        | |
| 2014 | Brooklyn Decker Threesome      |                | Krátký film                                                                                                |
| 2015 | Results                        | Erin           | |
| 2015 | Casual Encounters              | Laura Leonard  | |
| 2015 | Untitled Warren Beatty project | Barbie         | |

| Rok  | Název                     | Role              | Poznámky                                    |
| ---- | ------------------------- | ----------------- | ------------------------------------------- |
| 2007 | Lipshitz Saves the World  | Rebecca Fellini   | TV pilot                                    |
| 2009 | Chuck                     | Uchazečka o práci | Epizoda: "Chuck Versus the Beefcake"        |
| 2009 | Milionový lékař           | Rachel Ryder      | Epizoda: "The Honeymoon's Over"             |
| 2009 | Ošklivka Betty            | Lexie             | Epizoda: "The Wiener, the Bun and the Boob" |
| 2012 | Liga snů                  | Gina Gibiatti     | 3 epizody                                   |
| 2013 | Nová holka                | Holly             | Epizoda: "Cooler"                           |
| 2014 | Friends with Better Lives | Jules Talley      | Hlavní role, 12 epizod                      |
| 2015 | Grace and Frankie         | Mallory           | Hlavní role                                 |